# Jingzhou

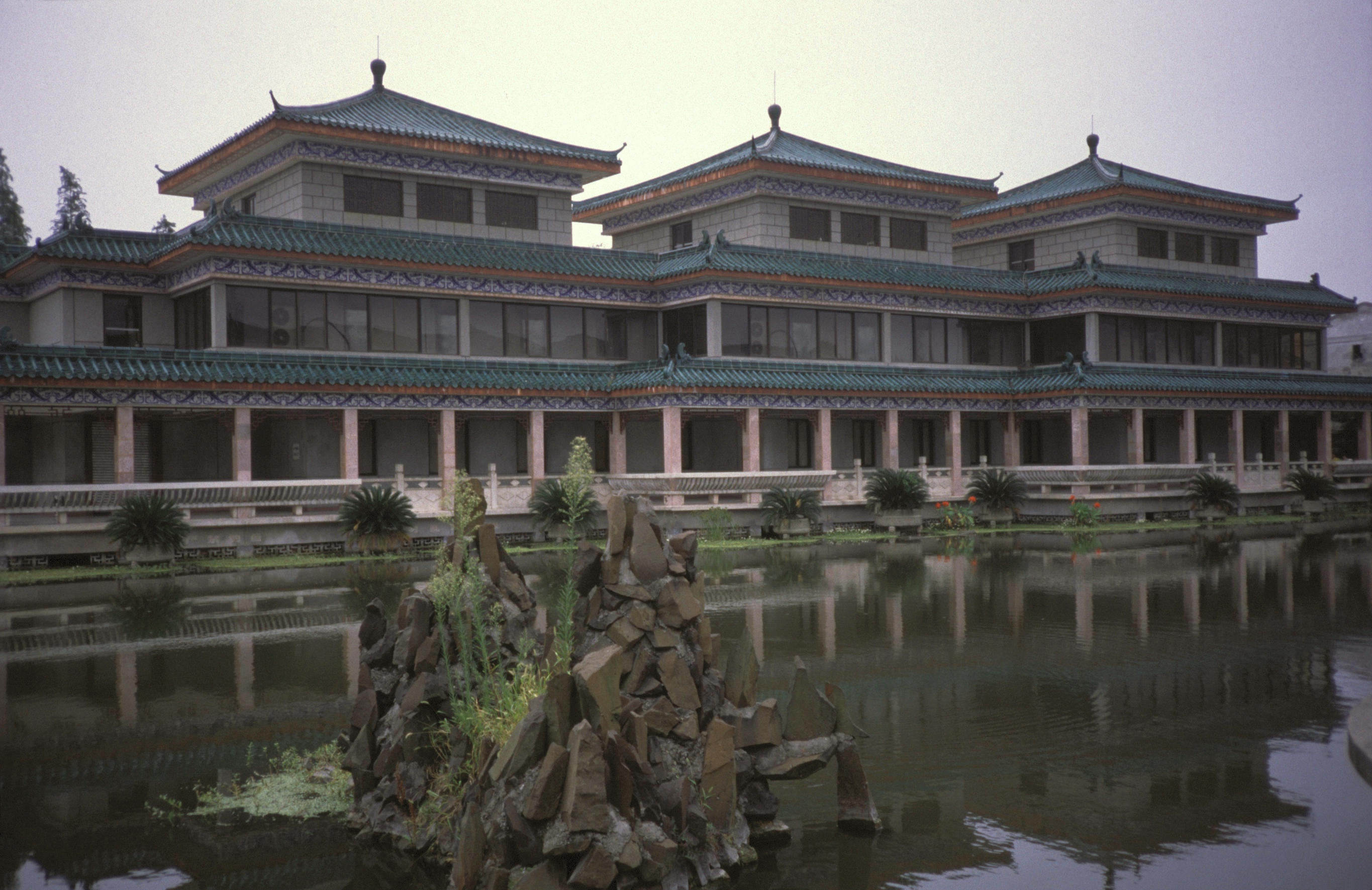
El museu de Jingzhou.

Jingzhou (xinès tradicional: 荊州, xinès simplificat: 荆州, pinyin: Jīngzhōu) és una ciutat-prefectura del sud de la Província de Hubei, República Popular de la Xina. La ciutat està situada a la vora del riu Iang-tsé. Segons el cens de 2010 té una població de 5.691.707 habitants, dels quals 1.154.086 viuen a l'aglomeració urbana formada pels dos districtes urbans.
La zona urbana central de Jingzhou ha crescut a partir de les ciutats de Shashi i Jingzhou (antigament també anomenada Jiangling), que s'han preservat com els dos districtes urbans de la ciutat-prefectura. El xian de Jiangling, per contra, administra les zones suburbanes i rurals que històricament depenien de Jiangling. El nom «Shashi» també es conserva en moltes instal·lacions locals com ara l'Aeroport de Shashi.

## Geografia
Jingzhou ocupa una àrea de 14.067 km² amb la topografia elevant-se d'est a oest. Està densament coberta per una xarxa de vies navegables, així com llacs, al voltant del curs mitjà del Iang-Tsé. Seguint el curs del riu cap a l'est es troba la capital provincial Wuhan. A l'oest hi ha la ciutat de Yichang, les Tres Gorges i la municipalitat (ciutat-província) de Chongqing. Al nord de Jingzhou hi ha la ciutat de Jingmen i al sud Yueyang i Changde les dues ja a la província de Hunan.

## Clima
Jingzhou té un clima subtropical humit (Köppen Cfa), amb estius càlids i humits i hiverns frescos i lleugerament humits. La temperatura mitjana diària varia dels 4,1 °C de gener als 28,0 °C de juliol. Hi ha entre 1800 i 2000 hores de sol anuals.
| Dades climàtiques a Jingzhou (1971−2000)   | Dades climàtiques a Jingzhou (1971−2000) | Dades climàtiques a Jingzhou (1971−2000) | Dades climàtiques a Jingzhou (1971−2000) | Dades climàtiques a Jingzhou (1971−2000) | Dades climàtiques a Jingzhou (1971−2000) | Dades climàtiques a Jingzhou (1971−2000) | Dades climàtiques a Jingzhou (1971−2000) | Dades climàtiques a Jingzhou (1971−2000) | Dades climàtiques a Jingzhou (1971−2000) | Dades climàtiques a Jingzhou (1971−2000) | Dades climàtiques a Jingzhou (1971−2000) | Dades climàtiques a Jingzhou (1971−2000) | Dades climàtiques a Jingzhou (1971−2000) |
| Mes                                        | gen                                      | febr                                     | març                                     | abr                                      | maig                                     | juny                                     | jul                                      | ag                                       | set                                      | oct                                      | nov                                      | des                                      | anual                                    |
| ------------------------------------------ | ---------------------------------------- | ---------------------------------------- | ---------------------------------------- | ---------------------------------------- | ---------------------------------------- | ---------------------------------------- | ---------------------------------------- | ---------------------------------------- | ---------------------------------------- | ---------------------------------------- | ---------------------------------------- | ---------------------------------------- | ---------------------------------------- |
| Màxima rècord °C (°F)                      | 21.9 (71.4)                              | 25.0 (77)                                | 28.0 (82.4)                              | 33.1 (91.6)                              | 35.4 (95.7)                              | 37.2 (99)                                | 37.9 (100.2)                             | 38.6 (101.5)                             | 36.8 (98.2)                              | 33.2 (91.8)                              | 29.3 (84.7)                              | 21.1 (70)                                | 38.6 (101.5)                             |
| Màxima mitjana °C (°F)                     | 8.1 (46.6)                               | 10.2 (50.4)                              | 14.2 (57.6)                              | 21.1 (70)                                | 26.1 (79)                                | 29.3 (84.7)                              | 32.0 (89.6)                              | 32.0 (89.6)                              | 27.5 (81.5)                              | 22.4 (72.3)                              | 16.3 (61.3)                              | 10.8 (51.4)                              | 20.8 (69.5)                              |
| Mitjana diària °C (°F)                     | 4.1 (39.4)                               | 6.0 (42.8)                               | 10.1 (50.2)                              | 16.7 (62.1)                              | 21.6 (70.9)                              | 25.2 (77.4)                              | 28.0 (82.4)                              | 27.7 (81.9)                              | 23.0 (73.4)                              | 17.6 (63.7)                              | 11.7 (53.1)                              | 6.4 (43.5)                               | 16.5 (61.7)                              |
| Mínima mitjana °C (°F)                     | 0.9 (33.6)                               | 2.8 (37)                                 | 6.6 (43.9)                               | 12.9 (55.2)                              | 17.9 (64.2)                              | 21.8 (71.2)                              | 24.7 (76.5)                              | 24.4 (75.9)                              | 19.6 (67.3)                              | 14.0 (57.2)                              | 8.0 (46.4)                               | 2.9 (37.2)                               | 13.0 (55.5)                              |
| Mínima rècord °C (°F)                      | −14.9 (5.2)                              | −9.2 (15.4)                              | −1.0 (30.2)                              | −0.1 (31.8)                              | 9.8 (49.6)                               | 13.0 (55.4)                              | 18.1 (64.6)                              | 17.5 (63.5)                              | 10.6 (51.1)                              | 1.7 (35.1)                               | −3.0 (26.6)                              | −6.3 (20.7)                              | −14.9 (5.2)                              |
| Precipitació mitjana mm (polzades)         | 29.6 (1.165)                             | 44.8 (1.764)                             | 75.4 (2.969)                             | 107.6 (4.236)                            | 140.8 (5.543)                            | 159.9 (6.295)                            | 151.2 (5.953)                            | 119.9 (4.72)                             | 89.3 (3.516)                             | 86.8 (3.417)                             | 55.2 (2.173)                             | 23.4 (0.921)                             | 1.083,9 (42,672)                         |
| Mitjana de dies de precipitació (≥ 0.1 mm) | 8.2                                      | 9.1                                      | 12.9                                     | 12.8                                     | 13.3                                     | 13.0                                     | 10.5                                     | 9.4                                      | 9.2                                      | 10.6                                     | 8.5                                      | 6.8                                      | 124.3                                    |
| Font: Weather China                        |                                          |                                          |                                          |                                          |                                          |                                          |                                          |                                          |                                          |                                          |                                          |                                          |                                          |

## Història

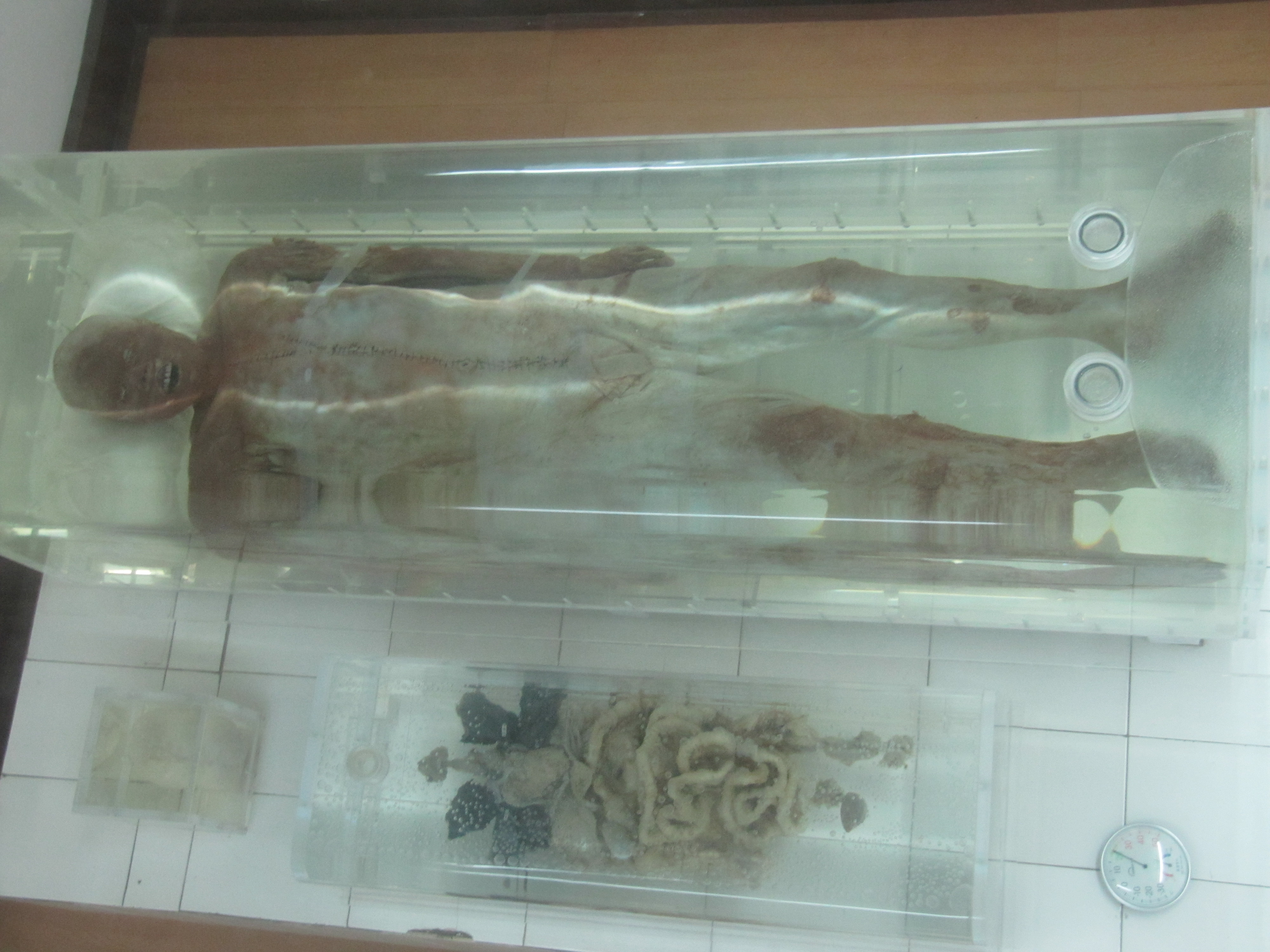
Una mòmia al Museu de Jingzhou

Jingzhou ha estat un important centre de transport durant 6000 anys, situat en una posició estratègica i d'importància militar al curs mitjà del Iang-Tsé.
La capital de l'Estat de Chu, Ying es trobava dins l'actual Jingzhou. Va viure el regnat de 20 reis durant 411 anys dels períodes de Primaveres i Tardors i dels Regnes Combatents durant la Dinastia Zhou (1046 aC - 256 aC). Guan Yu va perdre la ciutat en mans del Wu Oriental durant el període dels Tres Regnes.
Durant les Dinasties Meridionals i Septentrionals, Jiangling (Jingzhou) va ser la capital de la dinastia Liang Occidental. Durant les Cinc Dinasties i Deu Regnes, va ser la capital de Jingnan.
Jingzhou va ser el lloc d'una de les últimes grans batalles de la Revolució Xinhai el 1911. En aquella època, Jingzhou era una de les ciutats amb més població manxú (aproximadament la meitat) fora de Pequín.

## Subdivisió
Jingzhou es divideix en 2 districtes, 3 xians i 3 ciutats-xian. A més disposa d'una zona de desenvolupament econòmic i tecnològic.
- Districte de Jingzhou (荆州区)
- Districte de Shashi (沙市区)
- Ciutat de Songzi (松滋市)
- Ciutat de Shishou (石首市)
- Ciutat de Honghu (洪湖市)
- Xian de Jiangling (江陵县)
- Xian de Gong'an (公安县)
- Xian de Jianli (监利县)

| Mapa                                                                     |
| ------------------------------------------------------------------------ |
| llac Hong Jingzhou Shashi Jiangling Gong'an Jianli Songzi Shishou Honghu |